# Marcel Azzola
Marcel Azzola, né le 10 juillet 1927 à Paris (Ménilmontant) et mort le 21 janvier 2019 à Poissy (Yvelines), est un accordéoniste français.
Accompagnateur des plus grands chanteurs à succès dès les années 1950, il est l'illustre destinataire de l'apostrophe lancée par Jacques Brel dans la chanson Vesoul « Chauffe Marcel, Chauffe ! », où l’on entend son chorus à l'accordéon.

## Biographie

### Famille
La famille Azzola est originaire de Pradalunga, un petit village d’Italie, à côté de Bergame. Son père, Giuseppe, exerce le métier de maçon et dirige, le dimanche, un orchestre d’une vingtaine de mandolines. Après la fin de la Première Guerre mondiale, celui-ci s'exile en France afin d’échapper à l’embrigadement dans les chemises noires mussoliniennes. Il y arrive en 1921 et fait venir son épouse Angelina six mois plus tard. Ils s’installent rue des Amandiers, à Ménilmontant puis à Pantin.

### Enfance
Marcel naît le 10 juillet 1927, rue de la Chine (rue à laquelle il consacrera une mazurka homonyme qui figure parmi les classiques de son répertoire). Son père fait la connaissance de Joseph Colombo et se lie d’amitié avec le père de Joë Rossi, qui le motive pour que Marcel apprenne l’accordéon. À cette époque, on jouait de cet instrument le samedi soir dans les cafés : ainsi, il pourrait gagner sa vie.
Après avoir commencé par apprendre le violon en compagnie de ses deux sœurs aînées, il commence au bout d’une année à étudier l’accordéon et suit l’enseignement de son « premier vrai professeur » en la personne d’Attilio Bonhommi. 
En 1939, il gagne son premier concours à Suresnes devant un jury composé notamment des Mousquetaires de l'accordéon : Médard Ferrero, V. Marceau, Louis Péguri et Adolphe Deprince. Il est alors membre de l'Amicale accordéoniste de l'Humanité. Il rencontre la grande Fréhel à Pantin lors d’un radio-crochet au cinéma Central où il interprète la Csárdás de Vittorio Monti et gagne un service à liqueurs en remportant le premier prix.
Pendant la guerre, il prend des leçons avec Médard Ferrero qui l’initie à la musique classique : Rossini, Albeniz, Bach, Beethoven, Debussy, etc. Entre deux leçons, il joue dans un orchestre de l’amicale des Aveugles de Pantin et, particulièrement, un air tiré des Contes d’Hoffmann d’Offenbach qui est fort apprécié par l’assistance. Pour subvenir à ses besoins, il joue également en soirée dans des brasseries et des cabarets. Un soir, on lui propose dans un dancing de remplacer au pied levé un collègue indisponible. Problème : la musique demandée est un tango joué exclusivement au bandonéon, instrument que Marcel Azzola ne possède pas. Il n'est alors pas assez riche pour s'offrir un instrument dit « chromatique » qui offre le système le plus proche de celui du bandonéon, tandis que l'apprentissage d'un système dit « diatonique » en une journée est ardu, même pour Azzola. Il se rabat alors sur un bandonéon économique qui a la particularité de combiner les deux systèmes. C'est à partir de cette occasion qu'il élargit son domaine de compétence et créé son propre style.

### Après-guerre: reconnaissance
Après la guerre, il découvre le jazz, Gus Viseur, Charley Bazin, Tony Murena et a même l’occasion de jouer pour Django Reinhardt la Toccata et fugue en ré mineur de Bach. Il est le précurseur de l’accordéon classique et du jazz en France et il donne des concerts en trio ou en quartet avec Stéphane Grappelli qui lui fait rencontrer Yehudi Menuhin, Didier Lockwood, Michel Legrand, Toots Thielemans.
En 1948, il participe à Lausanne à la Coupe mondiale d'accordéon où il finit 4e en finale, la coupe étant remportée par Yvette Horner. Trois mois plus tard, il remporte le premier prix au concours international de Stradella en Italie, recevant les compliments du maestro Arturo Toscanini. En 1949, il réalise son premier enregistrement avec Mademoiselle de Paris, et enregistre anonymement ses premiers disques comme accompagnateur et au bandonéon avec les orchestres de Ramon Mendizabal, Marcel Feijoo, José Lucchesi et la formation de Tani Scala, un des maîtres du tango français d'après guerre.
En 1954, il remporte le grand prix du disque de l’académie Charles-Cros pour Surprise Party au Mirliton.
En 1992, il tient la partie accordéon (y compris solo) dans un album de musique country de Marcel Dadi avec de très nombreuses stars américaines.

### Accordéoniste de la chanson française
Dans les années 1950, il se met à accompagner les grands noms de la chanson française comme Boris Vian, Édith Piaf (pour laquelle il participe à l'enregistrement de la chanson Sous le Ciel de Paris en 1949), Tino Rossi, Yves Montand, Barbara, Juliette Gréco, Jean Sablon, Francis Lemarque, Gilbert Bécaud, Jacques Brel et Graeme Allwright…
Il accompagne Jacques Brel sur ses trois derniers albums. Lors de l'enregistrement de Vesoul, ce dernier, survolté et ébahi par l'improvisation en solo que fait Marcel Azzola, lui envoie alors son apostrophe culte : « Chauffe Marcel, chauffe ! » L’expression, lancée en plein enregistrement de la chanson, est entrée dans le langage courant. Marcel Azzola enregistrera Vesoul, « la chanson qui a fait connaitre son prénom », en solo en 1969, puis en duo avec le chanteur Roger Le Coz, avec la pianiste Lina Bossati (en 1980 et 2008), avec Florent Pagny en 2007, et enfin avec le Quatuor de Saxophones Inédits en 2008.
Il est aussi à la tête d’un orchestre de bal composé de Didi Duprat à la guitare, Pascal Groffe à la basse et Jack Irsa à la batterie. Il fait de nombreuses tournées. En 1976, Marcel Mouloudji et Marcel Azzola sortent une anthologie de la chanson musette, Et ça tournait. Au début des années 1960, il s’adjoint une chanteuse, Lina Bossati, élève d’Yves Nat et d’Alfred Cortot, qui joue du piano et du violon et il l’engage dans son orchestre avec son mari, Denis Tuveri. Avec elle, il publie en 2009 un album de duos, Lina et Marcel, qui reprend un large éventail de leur répertoire. Il joue, également, en trio avec Patrice Caratini et Marc Fosset.
Il participe plusieurs fois à de grandes manifestations sportives : trois fois le Tour de France et plusieurs fois également les Six Jours de Paris.
En 1980, il est convié par le groupe Sex Pistols pour participer à la musique du film consacré au groupe : La Grande Escroquerie du Rock'n'roll.
Après qu’il a rencontré Claude Cavagnolo, le fils d’Ernano Cavagnolo, à Villefranche-sur-Saône, celui-ci lui fabrique son premier Vedette 5 Compact. À proximité du magasin situé rue du Faubourg-Saint-Martin s’installe l’« Académie des quatre » pour y faire un centre d’enseignement.

### Défense de l’accordéon
Il milite avec André Astier, Joss Baselli, Joë Rossi, Myriam Bonnin, Jacky Mallerey, Christiane Bonnay et Max Bonnay afin que l’accordéon entre dans l’enseignement dispensé au Conservatoire national supérieur de musique et de danse de Paris, ce qui se réalise en 2002. Il réhabilite l'accordéon comme un digne instrument de musique, loin de son image péjorative de « piano du pauvre ».
En 2006 il remporte une Victoire de la musique d’honneur. Il participe au développement de l’enseignement de l’accordéon et notamment à l’École nationale de musique et de danse de la vallée de Chevreuse à Orsay dont le directeur fondateur est le pianiste français Pierre-Yves Le Roux.
Dans ses dernières années, Marcel Azzola se produit le plus souvent avec la pianiste Lina Bossatti, toujours avec beaucoup de talent et de modestie, n'hésitant pas à citer les meilleurs de ses confrères accordéonistes, y compris ceux de la jeune génération, et incitant les spectateurs et auditeurs de ses concerts à écouter également d'autres instruments que l'accordéon.
On peut le retrouver dans une interview donnée à France Télévision, en compagnie de son ami instrumentiste Jean-Marc Lajudie (accordéon, bandonéon et surtout batteur jazz) avec qui Marcel Azzola a réalisé des tournées à l'étranger.  

### Décès
Il meurt le 21 janvier 2019 à l'hôpital de Poissy où il était régulièrement dialysé, des suites d'un arrêt cardiaque survenu dans sa résidence de Villennes-sur-Seine (Yvelines), commune où il est inhumé.

## Musiques de film
Il enregistre une centaine de musiques de films dont Mon oncle, Trafic et Playtime de Jacques Tati ; Le Juge et l'Assassin de Bertrand Tavernier ; Vincent, François, Paul et les autres de Claude Sautet ; L’Emmerdeur d’Édouard Molinaro ; Les Uns et les Autres de Claude Lelouch ; La Zizanie avec Louis de Funès ; La Veuve Couderc avec Simone Signoret. En 1980, il est convié par le groupe des Sex Pistols pour participer à la musique du film consacré au groupe La Grande Escroquerie du Rock'n'roll.
D'après le générique de Milou en mai, les musiciens rassemblés autour de Stéphane Grappelli en 1989 sont Marc Fosset, Maurice Vander, Martin Taylor, Jack Sewing, Pierre Gossez et Marcel Azzola. Ils enregistrent la bande originale du film au studio de la Grande Armée.

## Distinctions

### Décorations
- Commandeur de l'ordre des Arts et des Lettres (2007)[12] ; officier (1991) ; chevalier (1984)

### Récompenses
- 1995 : Victoire de la musique dans la catégorie « Album jazz instrumental de l'année » pour L'Accordéoniste
- 2006 : Victoire de la musique d'honneur
- Il reçoit In Memoriam un Coup de Cœur Musiques du Monde 2019 de l’Académie Charles Cros le mercredi 20 mars 2019 à Portes-lès-Valence, dans le cadre du Festival « Aah ! Les Déferlantes ! »[13].

## Publications

### Livre
- Chauffe Marcel, mémoires, éditions de l’Archipel, novembre 2006  (ISBN 9782841878536)

## Discographie
- Mort d'un pourri (avec Stan Getz) (Melba, 1977)
- " Valse Blues " avec Marc Fosset (gt) et Patrice Caratini (bass) (1982/1986)
- Gipsy Waltz (EmArcy, 1989)
- L'Accordéoniste : Hommage à Edith Piaf (Polygram, 1995)
- Et ça tournait : Anthologie du musette (Sony, 2000)
- Jazzola (Black & Blue, 2002)
- Le Meilleur (Disky, 2002)
- 3 Temps pour bien faire (Le Chant du Monde, 2005)
- Adios Muchachos (Intense, 2006)
- Les Grands Standards, Vol. 1 & 2 (Universal, 2006)
- Musique à la mode (Universal, 2007)
- Vignola Réunion Trio (Nel Jazz, 1999)
- Accordéon séduction (Wagram, 2010)
- La Cumparsita (Sound and Vision, 2012)
- Les Archives de l'accordéon (Marianne Melodie/Multiwaves, 2010)
- Vive le musette (Parlophone, 2013)

### Radio
- « Le Fabuleux Destin de… Marcel Azzola », dans Brut d'accordéon (France Musique) par Félicien Brut :
  - Première partie (19 juin 2022)
  - Deuxième partie (26 juin 2022)